# 凱帕·阿里薩瓦拉加
凯帕·阿里萨瓦拉加·雷韦尔塔（西班牙語：Kepa Arrizabalaga Revuelta；1994年10月3日—），通常被称为凯帕，是一名西班牙职业足球运动员，司职守門員。現效力于英超俱乐部兵工廠，并代表西班牙国家队。

## 俱乐部生涯
凯帕出道于毕尔巴鄂竞技青训，2012年，他加入毕尔巴鄂竞技U19梯队。2015/16赛季，被租借至巴拉多利德队效力一年。2016/17赛季，重返毕巴，在当赛季西甲联赛中出场23次。2017/18赛季，他在西甲联赛中为畢爾包出场30次。当赛季畢爾包位列西甲第16位，失49球。
在英超豪门切尔西主力门将突然离队之后，2018年8月9日，切尔西官方宣布凯帕加盟球队，双方签订7年合约。据英国BBC报道，切尔西为他支付了8000万欧元的解约金。他成为新的世界足坛最贵门将，打破了阿利松创造的7250万欧元的门将最高转会费纪录。不过凯帕转会切尔西之后就一直被批评表现与身价并不相称。根据体育数据提供商Opta的统计，凯帕在切尔西期间的扑救成功率仅有54.5%，是英超扑救成功率最低的门将。
2020年9月20日，凯帕在球隊以0-2負於利物浦的主場比賽中發生嚴重失誤，加里·内維爾表示：凯帕的切爾西生涯實際上已經結束了。其後成為非首發以及盃賽專用門將。
2021年8月11日，在切尔西对阵比利亚雷亚尔的欧洲超级杯上，凯帕出人意料地于加时赛终场前被换上，替下首发门将门迪。随后的点球大战，凯帕扑出两球，帮助切尔西以总比分7-6战胜对手夺冠。
2022年2月27日，在切尔西对阵利物浦的聯賽杯決賽上，凯帕再次于加时赛终场前被换上，替下首发门将门迪。随后的点球大战，凯帕射失最後一球，切尔西因而失落了冠軍。
进入2022-23赛季，随着切尔西新帅波特上任，以及主力门将门迪状态低迷并受到伤病困扰，凯帕重新成为切尔西首发门将，并屡屡作出精彩扑救。凱帕本季的撲救率位居聯賽第三，同時根據預期進球模型，他的撲救次數也位居聯賽第三。在十月份客場對陣阿斯頓維拉的比賽中，他完成的一次撲救榮獲了英超賽季最佳撲救獎。
2023-24球季，切尔西將凯帕外借到西甲球會皇家馬德里，租借合約為期一年。

### 兵工廠
2025年7月1日，凱帕與英超同城死敵阿森納簽約，此前阿森納滿足了凱帕與切爾西合約中500萬英鎊的解約條款。

## 国家队生涯
2017年3月22日，凱帕在2018年世界盃外圍賽對陣以色列與法國的友誼賽之前被徵召入一線隊，作為受傷的佩佩·雷纳的替補。同年11月11日，他首次代表西班牙國家足球隊出場，在5-0戰勝哥斯大黎加的友誼賽中踢滿了90分鐘。
阿里薩巴拉加入选了西班牙参加2018年俄罗斯世界杯的最终23人大名单。

## 個人生活
五歲時，在父親的激勵下，凱帕開始對野生動物產生興趣，並訓練金翅雀。2008年，他與他的金翅雀“Oker”一起贏得了他的第一個比斯開鳴鳥冠軍。2010年，他與“洛基”和“萊科寧”一起贏得了第二個冠軍。
2022年9月，凱帕與西班牙模特兒安德烈娅·马丁内斯（Andrea Martinez）訂婚。2023年6月25日，兩人在完婚。

## 榮譽

### 球會
切爾西
- 歐足總歐洲聯賽冠軍：2018－19
- 欧洲冠军联赛冠軍：2020–21[15]
- 歐洲超級盃冠軍：2021[16]
- 国际足联俱乐部世界杯冠軍：2021

 皇家馬德里
- 西甲冠軍：2023–24[17]
- 歐洲冠軍聯賽冠軍：2023–24[18]
- 西班牙超級盃冠軍：2023–24[19]

### 國家隊
西班牙U19
- 歐洲U-19足球錦標賽冠軍：2012年

 西班牙
- 歐洲足協國家聯賽 冠軍：2022–23年[20]

### 個人
- 歐足總歐洲聯賽年度最佳陣容：2018－19賽季
- 英超賽季最佳撲救獎：2022－23賽季[7]

## 外部連結
- Athletic Bilbao profile
- BDFutbol profile （页面存档备份，存于）
- Kepa Arrizabalaga－UEFA國際賽競賽紀錄
- Soccerway profile （页面存档备份，存于）